# 科學園區

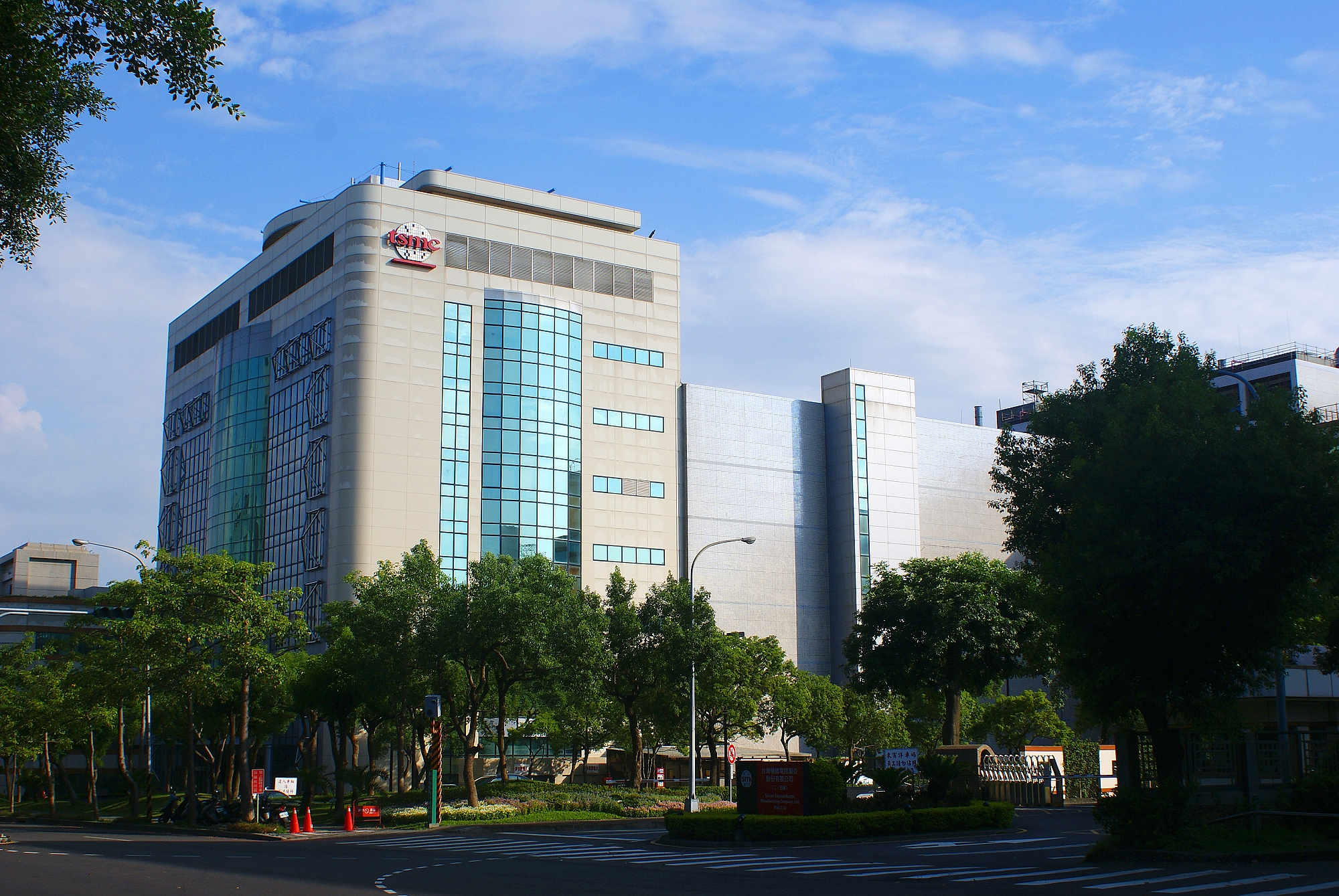
新竹科學園區

科學園區（英語：science park）又稱科技園區，是能提供良好創業環境，以便企業及大學成立新創公司的園區。世界上首個科學園區是美國矽谷，起源於1950年代。

## 臺灣

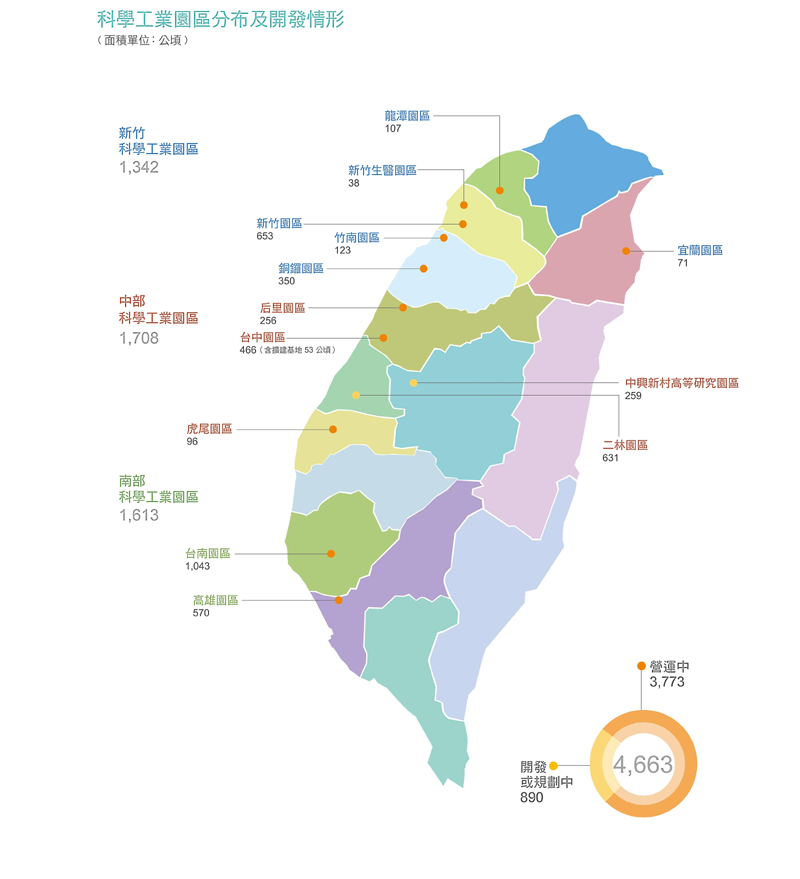
台灣的科學園區分布

科學工業園區設立的宗旨，在於塑造集高品質研發、生產、工作、生活與休閒於一區域的人性化環境，以引進高科技工業與科技人才，建立高科技產業發展基地，平衡區域發展，促進產業升級。三十餘年來，科學工業園區不僅成為中華民國科技發展的重要指標，其經驗累積形成的示範效果與技術擴散，也調整了中華民國的產業結構，維繫經濟繁榮，建立中華民國在國際高科技產業中的一席之地，其北、中、南三大核心園區所形成的高科技產業創新走廊，更有利於加速推動台灣成為全球創新研發中心。
配合2013年「創新創業激勵計畫」4年期計畫之推動，科學工業園區不但設置創業場域，更提供創業團隊專業諮詢與資源轉介服務，包括協助媒合產品應用諮詢、市場行銷、技術及設備支援、原型製作實務、創投洽談、法律及財務會計諮詢等，以擴大單一窗口服務功能，營造創新創業文化的友善環境。 新竹科學工業園區（竹科）設立於1979年，為中華民國第1個科學工業園區。附近有陽明交通大學、清華大學及工業技術研究院等學術與研究機構，進駐產業完整，發展最為成熟。 南部科學工業園區（南科）設立於1995年，已建構完整的光電、半導體、生技及精密機械產業聚落，並積極發展綠能低碳及醫療器材等產業。

## 來源
1. 1 2  . 「科技部全球資訊網」(MOST). 2010-01-21  [2018-02-01]. （原始内容存档于2019-03-02） （中文）.